# Superstudio
O Superstudio foi um grupo arquitetônico radical fundado em 1966 pelos italianos Adolfo Natalini e Cristiano Toraldo di Francia, aos quais se juntaram Alessandro e Roberto Magris e Piero Frassinelli.  Fez parte das vanguardas arquitetônicas e do design dos anos 60. Utilizou a colagem, foto-montagem, filmes e outras técnicas para imaginar novos espaços e formas de representação e promover o "anti-design". O grupo se dissolveu no final dos anos 70. 